# PvE
Player versus environment или PvE (с англ. — «игрок против окружения»), также встречается player versus monster или PvM (англ. игрок против монстра) — термин, используемый в онлайн-играх (преимущественно в жанрах MMORPG, MUD и других онлайн-вариациях компьютерных ролевых игр), для обозначения сражений с управляемыми компьютером врагами в противовес термину PvP (игрок против игрока).

## Общая характеристика
Как правило играть в режиме PvE возможно в одиночку или совместно с другими игроками или персонажами, управляемыми компьютером. В режиме PvE может происходить раскрытие сюжета игры по мере того как игрок справляется с заданиями. Например, в Guild Wars сюжетное повествование происходит во время демонстрации игроку кат-сцен, а также в ходе диалогов с неигровыми персонажами. Для улучшения игрового опыта повторной игры (англ. replayability) часто задания можно выполнять несколько раз. Персонажи, играющие в данном режиме, часто имеют защиту от убийства другими игроками и/или от разграбления принадлежащего им имущества. Примером игры, где отсутствуют такие меры, является Eve Online, где игрок может быть PvP-уничтожен другими игроками, пока он выполняет задание. В других играх, например World of Warcraft, игроку предлагается выбор, участвовать ли в PvP в открытом мире, либо выполнять задания без отвлечения на PvP, посредством игры на особых серверах или использованию временных флагов.
В MMORPG процесс PvE практически всегда является единственным способом развития («прокачки») персонажа. За убийство подвижного NPC (так называемого моба) могут начисляться очки опыта (за которые игрок может купить новые умения, улучшить имеющиеся, повысить уровень персонажа и т. п.), определённое количество игровой валюты, некоторый предмет и т. д. Многие задания приключенческой игры также сводятся к достижению некоторых целей в пространстве игрока против окружения.
Термин появился и наиболее часто применяется в контексте массовой многопользовательской ролевой онлайн-игры, а также и просто компьютерных игр.